# Laodicea
Laodicea (griego Λαοδίκεια πρός τοῦ Λύκου; latín: Laodicea ad Lycum, también transliterado como Laodiceia o Laodikeia, antes conocida como Dióspolis y Roas; turco moderno: Laodikya) es una ciudad del antiguo Imperio seléucida, establecida entre 261 a. C. y 245 a. C. por el rey Antíoco II Teos y nombrada en honor de su esposa Laódice. Estaba ubicada a unos 6 km al norte de la actual ciudad turca de Denizli, en la provincia del mismo nombre, cerca de la aldea de Eskihisar.
Fue una próspera ciudad comercial, ubicada en la intersección de dos importantes rutas, y famosa por sus textiles de lana y algodón. Era un centro clave en el comercio y el mundo bancario. Vendía una muy conocida pomada para los ojos y también prendas de vestir de alta calidad hechas de excelente lana negra. También contaba con un acueducto que les proveía de agua tibia.

## Historia
De acuerdo con Plinio la ciudad se llamó originalmente Dióspolis, "Ciudad de Zeus", y luego Roas. Laodicea, cuya fundación se atribuye a Antíoco II Teos, fue probablemente construida en el sitio de esas antiguas ciudades. Estaba situada aproximadamente 10 km al sur de Hierápolis y 17 km al oeste de Colosas, sobre un importante camino. Antíoco III el Grande trasladó allí alrededor de dos mil familias judías de Babilonia. Esta comunidad judía adquirió gran importancia. En 188 a. C. pasa al reino de Pérgamo, y en 133 a. C. cae bajo el dominio de Roma. Según Apiano, sufrió mucho durante la guerras mitridáticas pero pronto se recuperó y hacia finales de la república y bajo los primeros emperadores, beneficiándose de su situación en una importante ruta comercial, se convirtió en una de las ciudades comerciales más importantes del Asia Menor, donde se realizaban importantes transacciones monetarias y se negociaba lana negra. Recibió de Roma el título de "ciudad libre", y fue la ciudad cabecera de un conventus que comprendía otras 24 ciudades. Cicerón recuerda haber juzgado casos allí hacia 50 a. C..
El lugar sufría frecuentemente de terremotos, y Tácito apunta que en el año 60/61, bajo el reinado de Nerón, uno de ellos destruyó completamente la ciudad; los habitantes rehusaron la ayuda imperial y la reconstruyeron por sí mismos. La riqueza de sus habitantes creó entre ellos un gusto por el arte griego como se observa en sus ruinas, y dan testimonio del desarrollo de la ciencia y literatura los nombres de los filósofos escépticos Antíoco y Teoidas, sucesores de Enesidemo, y la existencia de una gran escuela médica. Fue también cuna del sofista Polemón de Laodicea (ca. 90 - 144). La ciudad acuñaba sus propias monedas, cuyas inscripciones dan prueba de que en la ciudad se adoraba a Zeus, Esculapio y Apolo; además de a los emperadores.

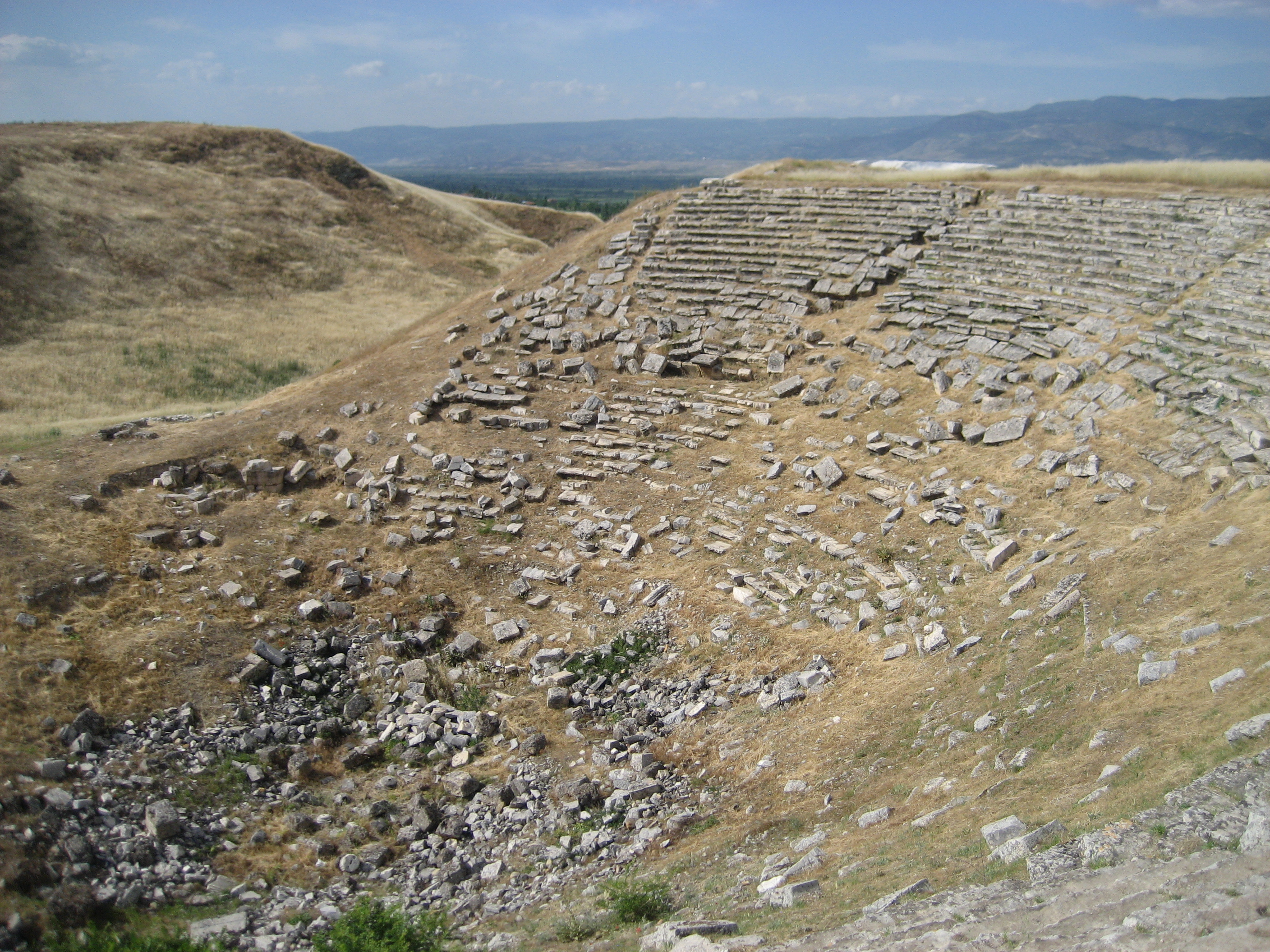
Teatro del Oeste

En los primeros tiempos del cristianismo, albergó una importante comunidad de creyentes. Su iglesia, cuyas ruinas aún se conservan, era una de "Las siete iglesias del Apocalipsis".
En 494 la ciudad fue destruida por un terremoto, lo que marcó el comienzo de su declive. 
A raíz de las invasiones turcas de 1070, los turcomanos akıncı se instalaron en sus alrededores, lo que generó conflictos con los bizantinos que dificultaron notablemente el desarrollo de la ciudad. En 1077 Laodicea se convirtió en una ciudad turca; los bizantinos la reconquistaron en 1097, pero en 1102 cayo nuevamente bajo el dominio del sultán selyúcida de Rüm Kilij Arslan I. Juan II Comneno volvió a retomar la ciudad en 1119.
El emperador bizantino Manuel I Comneno la fortificó a mediados del siglo XII.
Fue gobernada por Manuel Maurozomes y finalmente destruida por las invasiones turcas y mongoles.

## Ruinas
En el sitio arqueológico actual pueden observarse las ruinas del estadio, el anfiteatro, el odeón, la cisterna y el acueducto así como los baños termales y del Ninfeo.